# Pocketful of Sunshine (album)
Pocketful of Sunshine, trzeci album studyjny nagrany przez brytyjską wokalistkę Natashę Bedingfield. Płyta ukazała się w Ameryce Północnej dnia 22 stycznia 2008 roku nakładem wytwórni Sony Music wraz z różnymi recenzjami profesjonalnych krytyków muzycznych. Album jest nieco inną wersją poprzedniego longplayu artystki, N.B., który wydany został w Wielkiej Brytanii dnia 30 kwietnia 2007. Pocketful of Sunshine znalazł się w Top 5 amerykańskiego notowania najlepiej sprzedających się albumów, a główny singel promujący wydawnictwo, "Love Like This" nagrany wspólnie z raperem Seanem Kingstonem, w Top 20 listy Billboard Hot 100.
Na albumie gościnnie pojawili się jamajski raper Sean Kingston oraz lider zespołu Maroon 5, Adam Levine. Brzmienia na krążku inspirowane były przez muzykę hip-hopową, muzykę elektroniczną oraz reggae. Większość piosenek na krążku skupia się na temacie odkrycia miłości czy trwania w związku, zupełnie odwrotnie niż w przypadku debiutanckiego krążka artystki, gdzie utwory opowiadały o niezależności i oportunizmie.

## Recenzje
W większości Pocketful of Sunshine uzyskał pozytywne recenzje profesjonalnych krytyków muzycznych. Kerri Mason, recenzentka Billboard, wręczyła albumowi pozytywną recenzję. Mason napisała: "Przy słuchaniu albumu niezaprzeczalnie czuje się zabawną, imprezową atmosferę; to tak jakby zakończenie piosenki gwiazdy soulu, Beyoncé, zatytułowanej "Irreplaceable". Christian Hoard z magazynu Rolling Stone stwierdził, że "Bedingfield nie musi za dużo mówić", ale skomentował również, że krążek jest "saszetką, którą artystka otwiera wraz ze swoim sercem zawierającą nutę jasności powstałą z popowych melodii". Bill Lamb, recenzent portalu About.com, wyjaśnił, iż "niestety ten longplay praktycznie w ogóle się niczym nie różni od poprzedniego. Natasha nadrobiła braki w produkcji genialnym głosem oraz melodyjnymi utworami", ale dodał także - "bardzo trudno słuchać muzykę, w którą włożono tyle serca".
Oprócz pozytywnych recenzji, album doczekał się również krytyki. Los Angeles Times był zawiedziony faktem, iż na liście utworów krążka brakuje piosenki "I Wanna Have Your Babies" i napisał, że "ten album jest pełen inności w porównaniu z poprzednim dziełem, a kompozycje takie jak "Angel", czy "Piece of Your Heart" łudząco przypominają inne, znane piosenki". Longplay zyskał 2.5 na 4 gwiazdki. AllMusic stwierdził, że "Pocketful of Sunshine nie został dopracowany" - recenzent wyznał, iż podczas słuchania krążka "słychać różnicę z poprzednim, amerykańskim albumem Unwritten" Wywnioskował, że "mogła być to wina wytwórni, która narzuciła artystce szybką pracę oraz dany styl muzyczny".

## Sprzedaż
Pocketful of Sunshine zadebiutował na amerykańskim notowaniu najlepiej sprzedających się albumów Billboard 200 magazynu Billboard na pozycji #3, z dorobkiem sprzedanych 50.000 egzemplarzy. Krążek w ciągu pierwszego tygodnia od daty premiery sprzedał się w większym nakładzie niż debiutancki album wokalistki, Unwritten, który w pierwszym tygodniu dostał się w ręce 34.000 nabywców. Longplay stał się trzecim albumem wydanym przez brytyjską wokalistkę w Stanach Zjednoczonych, który debiutował tak wysoko na notowaniu Billboard 200 nie pokonując jedynie Joss Stone z jej debiutem na miejscu #2 oraz Leonę Lewis z debiutem na szczycie zestawienia. Pomimo tego, krążek szybko spadł ze szczytu notowania. Po debiucie na miejscu #3, następnego tygodnia album zmienił pozycję na #21, aby kolejnego tygodnia zajmować miejsce #53. Do tej pory Pocketful of Sunshine sprzedał się w postaci około 300.000 egzemplarzy. W Kanadzie longplay zadebiutował na miejscu #13.

## Lista utworów
1. "Put Your Arms Around Me" - 3:43
2. "Pocketful of Sunshine" - 3:23
3. "Happy" - 3:40
4. "Love Like This" (featuring Sean Kingston) - 3:42
5. "Piece of Your Heart" - 3:47
6. "Soulmate" - 3:34 †
7. "Say It Again" (featuring Adam Levine) - 3:32 †
8. "Angel" - 4:08
9. "Backyard" - 3:27 †
10. "Freckles" - 3:46
11. "Who Knows" -3:46 †
12. "Pirate Bones" - 3:52 †
13. "Not Givin' Up" - 3:49 †

- † również na albumie N.B.

### Utwory bonusowe
Wszystkie utwory bonusowe, które pojawiły się na amerykańskiej edycji iTunes Pocketful of Sunshine.
1. "Unwritten" (wersja akustyczna) – 4:08
2. "Love Like This" (wersja akustyczna z Bleu Room) – 3:25 (Ekskluzywnie, przedpremierowo)
3. "Cheer Me Up" - 3:22 (Ekskluzywnie, przedpremierowo)

Wszystkie utwory bonusowe, które pojawiły się na amerykańskiej edycji Wal-Mart Pocketful of Sunshine.
1. "Love Like This" (Na żywo z Wal-Mart Soundcheck)
2. "Unwritten" (Na żywo z Wal-Mart Soundcheck)

## Pozycje na listach
| Lista sprzedaży (2008) | Najwyższa pozycja |
| ---------------------- | ----------------- |
| Kanada Albums Chart    | 13                |
| USA RIAA Billboard 200 | 3                 |
| United World Chart     | 18                |

## Produkcja
Osoby, które produkowały oraz współprodukowały krążek Pocketful of Sunshine:

- Natasha Bedingfield – główne wokale
- Danielle Brisebois, Ravaughn Brown, Steve Kipner, Rico Love, Meleni Smith - pozostałe wokale
- Mike Elizondo – gitara, gitara basowa, programowanie, instrumenty klawiszowe
- Andrew Frampton - pozostałe wokale, instrumenty klawiszowe, programowanie
- Richard Altenbach – dyrygent orkiestry, aranżer
- Toby Gad - producent, twórca tekstów muzycznych, programowanie, aranżer, mixy
- J.R. Rotem - aranżer
- Greg Kurstin - instrumentacja, inżynieria dźwięku
- Jeff Rothschild – perkusja, programowanie, inżynieria
- John Shanks – gitara, gitara basowa, instrumenty klawiszowe, pozostałe wokale
- Wayne Wilkins - instrumenty klawiszowe, pozostałe wokale
- Trevor Lawrence – perkusja
- Charles Judge - instrumenty klawiszowe
- Nick Lashley, Wendy Melvoin – gitara
- Michael Valerio – gitara basowa

- Julie Gigante, Neel Hammond, Natalie Leggett, Mark Robertson – skrzypce
- Keith Greene – altówka
- Victor Lawrence, Sebastian Toettcher – wiolonczela
- Lars Fox, Jason Pennock - edycja digital
- Greg Ogan - inżynieria, inżynieria wokalna
- Jared Robbins - asystent inżyniera, asystent DJ-a
- Adam Hawkins, Brian Scheuble - inżynieria
- Daniel Frampton - inżynieria wokalna
- Keith Gretlein, Nate Hertweck, Aaron Kasdorf, Matt Serrecchio - asystent inżyniera
- Marcella "Ms. Lago" Araica, Manny Marroquin, Phil Tan - mixy
- Alex Dromgoole, Josh Houghkirk, Matt Paul - asystent DJ-a
- David Kutch – mastering
- John Akehurst – fotografia
- Michelle Holme - projekt okładki